# Yolanda Adams

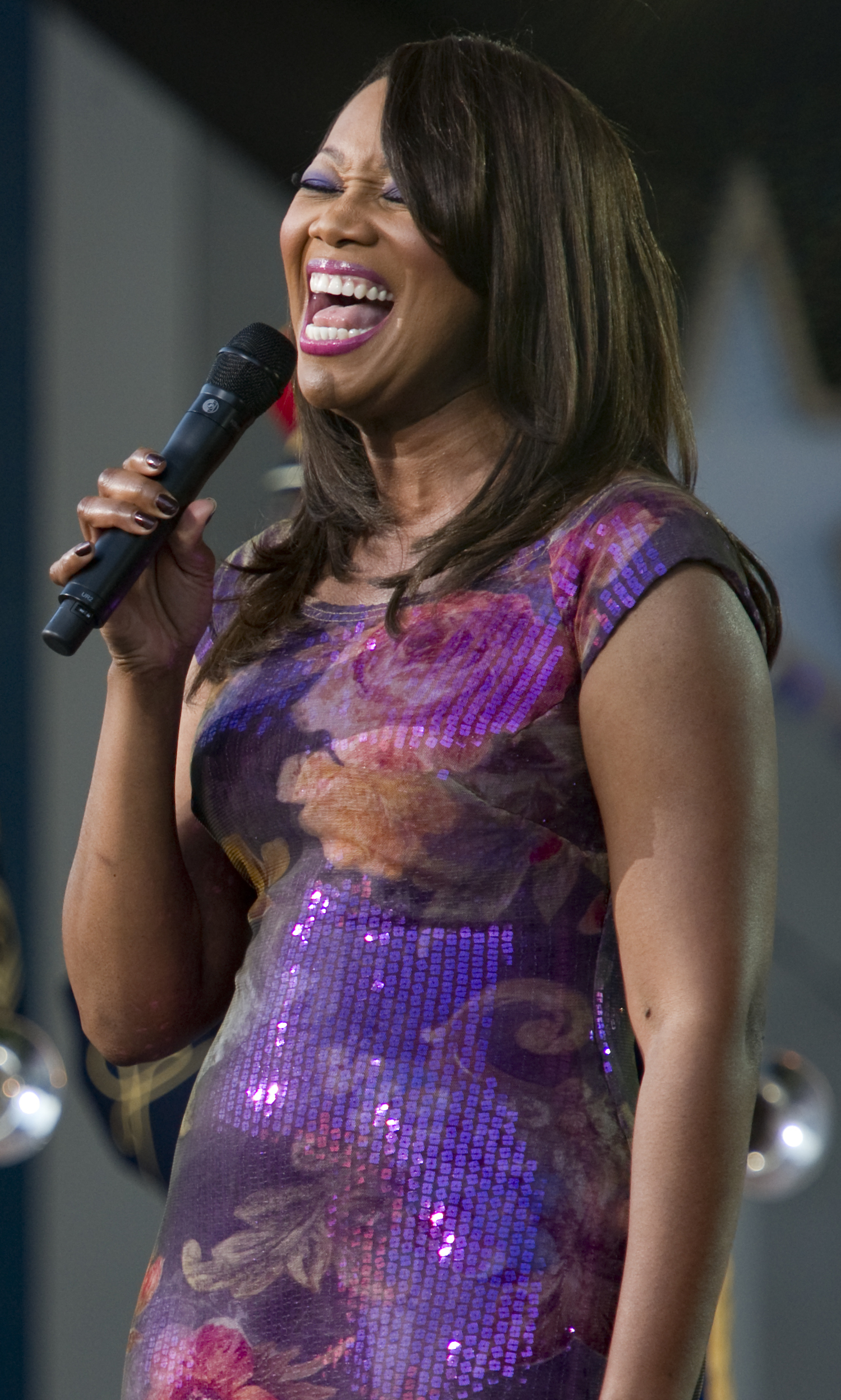
Yolanda Adams, 2010

Yolanda Yvette Adams (* 27. August 1961 in Houston, Texas) ist eine US-amerikanische Gospelsängerin.

## Leben
Yolanda Adams ist das älteste Kind von sechs Geschwistern. Sie schloss 1979 die Sterling High School in Houston ab und studierte an der University of California in Berkeley. Anschließend arbeitete sie als Lehrerin und Teilzeitmodel in Houston. Von 1980 bis 2004 war sie mit dem ehemaligen Footballspieler Tim Crawford verheiratet. Das Paar hat eine Tochter (* 2001).

## Karriere
Mitte der 1980er Jahre wurde sie als Mitglied eines Gospelchores entdeckt und begann eine hauptberufliche Karriere als Solosängerin. Ihr erstes Soloalbum Just As I Am erschien 1987. Bis heute nahm sie insgesamt zehn Studioalben und zwei Livealben auf, die alle in den US-amerikanischen Gospelcharts in die Top Ten gelangten. 1999 erschien ihr sechstes Album Mountain High... Valley Low, mit dem sie auch außerhalb der Gospelszene Bekanntheit erlangte und in den Billboard 200 bis auf den 24. Platz kam. Es erhielt Platin. Die Singleauskoppelung Open My Heart erreichte den 57. Platz in den Billboard Hot 100. Bei den Grammy Awards 2000 wurde das Album in der Kategorie Bestes zeitgenössisches Soul-Gospelalbum ausgezeichnet. 2001 wurde sie außerdem mit dem American Music Award ausgezeichnet. Bei den Grammy Awards 2002 erhielt sie für das Livealbum The Experience ihren zweiten Grammy Award. Zwei weitere Grammys erhielt sie bei den Grammy Awards 2006 und den Grammy Awards 2007 in den Kategorien Bester Gospel Song und Beste Gospel Performance.
Neben ihrer Tätigkeit als Sängerin moderiert sie regelmäßig für Radio One die vierstündige Yolanda Adams Morning Show.

## Diskografie
Alben
- 1987: Just as I Am
- 1991: Through the Storm
- 1993: Save the World
- 1995: More Than a Melody
- 1998: Songs from the Heart
- 1999: Mountain High... Valley Low
- 2000: Christmas with Yolanda Adams
- 2001: Believe
- 2004: Verity Presents: The Best Of Yolanda Adams (US: Gold)
- 2005: Day by Day
- 2007: What a Wonderful Time
- 2011: Becoming

Livealben
- 1996: Yolanda... Live in Washington
- 2001: The Experience

Kompilationen
- 1999: The Best of
- 2001: The Divas of Gospel (mit Albertina Walker)
- 2003: The Praise and Worship Songs of Yolanda Adams
- 2006: The Essential
- 2007: The Best of Me
- 2008: Playlist: The Very Best of

Singles
- 1999: Open My Heart
- 2004: The Battle Is The Lord’s (US: Gold)